# Cochylimorpha
Cochylimorpha är ett släkte av fjärilar som beskrevs av Józef Razowski 1959. Cochylimorpha ingår i familjen vecklare.

## Bildgalleri

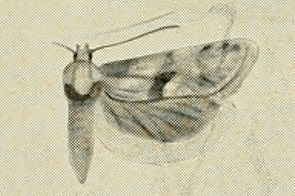
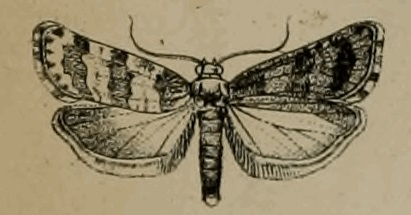
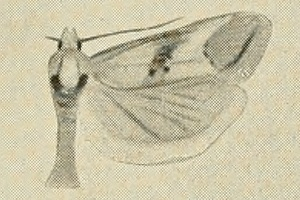
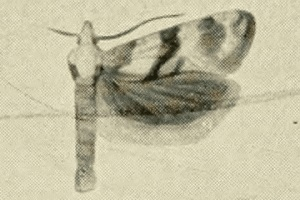

## Dottertaxa tillCochylimorpha, i alfabetisk ordning[1][2]
- Cochylimorpha acriapex
- Cochylimorpha additana
- Cochylimorpha aedemana
- Cochylimorpha agenjoi
- Cochylimorpha albidana
- Cochylimorpha alternana
- Cochylimorpha alticolana
- Cochylimorpha amabilis
- Cochylimorpha anticyphas
- Cochylimorpha armeniana
- Cochylimorpha asiana
- Cochylimorpha assalana
- Cochylimorpha austriacana
- Cochylimorpha austrinana
- Cochylimorpha bigenerana
- Cochylimorpha bingerenerana
- Cochylimorpha blandana
- Cochylimorpha brandti
- Cochylimorpha callosana
- Cochylimorpha centralasiae
- Cochylimorpha chamomillana
- Cochylimorpha chionella
- Cochylimorpha cinnamomella
- Cochylimorpha clathrana
- Cochylimorpha clathratana
- Cochylimorpha clavana
- Cochylimorpha claviculana
- Cochylimorpha coagulana
- Cochylimorpha coenosana
- Cochylimorpha coloratana
- Cochylimorpha conankinensis
- Cochylimorpha corsicana
- Cochylimorpha cultana
- Cochylimorpha cuspidata
- Cochylimorpha declivana
- Cochylimorpha decolorella
- Cochylimorpha despectana
- Cochylimorpha diana
- Cochylimorpha dichroina
- Cochylimorpha dilutana
- Cochylimorpha discolorana
- Cochylimorpha discopunctana
- Cochylimorpha dorsimaculana
- Cochylimorpha eberti
- Cochylimorpha eburneana
- Cochylimorpha elegans
- Cochylimorpha elongana
- Cochylimorpha emiliana
- Cochylimorpha erlebachi
- Cochylimorpha extensana
- Cochylimorpha favillana
- Cochylimorpha flaveola
- Cochylimorpha florana
- Cochylimorpha fluens
- Cochylimorpha frauenfeldi
- Cochylimorpha fucatana
- Cochylimorpha fucosa
- Cochylimorpha fuscimacula
- Cochylimorpha gigantana
- Cochylimorpha glaisana
- Cochylimorpha gracilens
- Cochylimorpha halophilana
- Cochylimorpha hannemanni
- Cochylimorpha hapala
- Cochylimorpha hedemanniana
- Cochylimorpha hilarana
- Cochylimorpha ifraneella
- Cochylimorpha impurana
- Cochylimorpha incretana
- Cochylimorpha innotatana
- Cochylimorpha iraniana
- Cochylimorpha isocornutana
- Cochylimorpha jucundana
- Cochylimorpha kenneli
- Cochylimorpha kurdistana
- Cochylimorpha lagara
- Cochylimorpha lambessana
- Cochylimorpha langeana
- Cochylimorpha lentiginosana
- Cochylimorpha lorana
- Cochylimorpha lungtangensis
- Cochylimorpha luteola
- Cochylimorpha maleropa
- Cochylimorpha meridiana
- Cochylimorpha meridiolana
- Cochylimorpha mirabilana
- Cochylimorpha mongolicana
- Cochylimorpha monstrabilis
- Cochylimorpha montana
- Cochylimorpha moriutii
- Cochylimorpha moscovana
- Cochylimorpha naeviferana
- Cochylimorpha nankinensis
- Cochylimorpha nipponana
- Cochylimorpha nodulana
- Cochylimorpha nomadana
- Cochylimorpha numidana
- Cochylimorpha nuristana
- Cochylimorpha obliquana
- Cochylimorpha ochrostriana
- Cochylimorpha oedemana
- Cochylimorpha pallens
- Cochylimorpha pentactinana
- Cochylimorpha perfusana
- Cochylimorpha perturbatana
- Cochylimorpha peucedanana
- Cochylimorpha pirizanica
- Cochylimorpha pontana
- Cochylimorpha priscillana
- Cochylimorpha pseudoalternana
- Cochylimorpha punctiferana
- Cochylimorpha pyramidana
- Cochylimorpha ramessana
- Cochylimorpha rectifascia
- Cochylimorpha rheticana
- Cochylimorpha ruficinctana
- Cochylimorpha santolinana
- Cochylimorpha scabiosana
- Cochylimorpha scoptes
- Cochylimorpha scrophulana
- Cochylimorpha separata
- Cochylimorpha simulata
- Cochylimorpha sparsana
- Cochylimorpha stataria
- Cochylimorpha straminea
- Cochylimorpha substraminea
- Cochylimorpha subwoliniana
- Cochylimorpha sudana
- Cochylimorpha symmerista
- Cochylimorpha taganrogana
- Cochylimorpha tamerlana
- Cochylimorpha tetricana
- Cochylimorpha tiraculana
- Cochylimorpha tischerana
- Cochylimorpha toreumatuna
- Cochylimorpha translucidana
- Cochylimorpha triangulifera
- Cochylimorpha uncinatana
- Cochylimorpha wiltshirei
- Cochylimorpha woliniana